# Mistrzostwa Europy w Wioślarstwie 2007 – ósemka mężczyzn
Ósemka mężczyzn (M8+) – konkurencja rozgrywana podczas Mistrzostw Europy w Wioślarstwie 2007 w Poznaniu między 21 a 23 września.

## Harmonogram konkurencji
| Wydarzenie                  | Runda           |
| --------------------------- | --------------- |
| Piątek, 21 września 2007    | Wyścig pokazowy |
| Niedziela, 23 września 2007 | Finał A         |

## Medaliści
| Złoto | Srebro | Brąz |
| Czechy · Jakub Zof · Jakub Friedberger · Václav Chalupa · Jakub Makovička · Jan Schindler · Milan Doleček · Jakub Hanák · Ondřej Synek · Oldřich Hejdušek | Polska · Michał Stawowski · Rafał Hejmej · Sławomir Kruszkowski · Sebastian Kosiorek · Mikołaj Burda · Wojciech Gutorski · Piotr Buchalski · Bogdan Zalewski · Daniel Trojanowski | Białoruś · Andrej Tatarczuk · Dzianis Jakubau · Wadzim Lalin · Andrej Dziamjanienka · Aleh Maskalou · Alaksandr Dzernawy · Jauhien Nosau · Alaksandr Kazubouski · Piotr Piatrynicz |

## Wyniki

### Wyścig pokazowy
Reguła kwalifikacji: 1... → FA
| Miejsce | Zawodnik | Kraj            | Czas    | Uwagi |
| ------- | --- | --------------- | ------- | ----- |
| 1       | Jakub Zof Jakub Friedberger Václav Chalupa Jakub Makovička Jan Schindler Milan Doleček Jakub Hanák Ondřej Synek Oldřich Hejdušek                         | Czechy          | 5:45,51 | FA    |
| 2       | Michał Stawowski Rafał Hejmej Sławomir Kruszkowski Sebastian Kosiorek Mikołaj Burda Wojciech Gutorski Piotr Buchalski Bogdan Zalewski Daniel Trojanowski | Polska          | 5:48,80 | FA    |
| 3       | Andrij Pryweda Rusłan Piałkin Andrij Szpak Andrij Iwanczuk Leonid Prytuła Artem Moroz Iwan Tymko Ołeksij Tarasenko Ołeksandr Konowaluk                   | Ukraina         | 5:51,80 | FA    |
| 4       | Cameron Nichol Colin Scott Peter Champion Phil Turnham Tom Ransley Nicholas Clark Tom Wilkinson Tom Burton Praneet Shivaprasad                           | Wielka Brytania | 5:52,68 | FA    |
| 5       | Andrej Tatarczuk Dzianis Jakubau Wadzim Lalin Andrej Dziamjanienka Aleh Maskalou Alaksandr Dzernawy Jauhien Nosau Alaksandr Kazubouski Piotr Piatrynicz  | Białoruś        | 5:53,00 | FA    |
| 6       | Vladut Luchian Marcus Despina Marius Bacaoanu Gheorghe Oros Ionut Moisa Gheorghita Munteanu Nicusor Ghebosu Marius Luchian Ionut Grigore                 | Rumunia         | 5:55,61 | FA    |

### Finał A
| Miejsce | Zawodnik | Kraj            | Czas    | Uwagi |
| ------- | --- | --------------- | ------- | ----- |
|         | Jakub Zof Jakub Friedberger Václav Chalupa Jakub Makovička Jan Schindler Milan Doleček Jakub Hanák Ondřej Synek Oldřich Hejdušek                         | Czechy          | 5:44,80 |       |
|         | Michał Stawowski Rafał Hejmej Sławomir Kruszkowski Sebastian Kosiorek Mikołaj Burda Wojciech Gutorski Piotr Buchalski Bogdan Zalewski Daniel Trojanowski | Polska          | 5:47,93 |       |
|         | Andrej Tatarczuk Dzianis Jakubau Wadzim Lalin Andrej Dziamjanienka Aleh Maskalou Alaksandr Dzernawy Jauhien Nosau Alaksandr Kazubouski Piotr Piatrynicz  | Białoruś        | 5:48,83 |       |
| 4       | Andrij Pryweda Rusłan Piałkin Andrij Szpak Andrij Iwanczuk Leonid Prytuła Artem Moroz Iwan Tymko Ołeksij Tarasenko Ołeksandr Konowaluk                   | Ukraina         | 5:50,82 |       |
| 5       | Cameron Nichol Colin Scott Peter Champion Phil Turnham Tom Ransley Nicholas Clark Tom Wilkinson Tom Burton Praneet Shivaprasad                           | Wielka Brytania | 5:55,35 |       |
| 6       | Vladut Luchian Marcus Despina Marius Bacaoanu Gheorghe Oros Ionut Moisa Gheorghita Munteanu Nicusor Ghebosu Marius Luchian Ionut Grigore                 | Rumunia         | 5:58,64 |       |